# (2464) Nordenskiöld
(2464) Nordenskiöld est un astéroïde de la ceinture principale.

## Description
(2464) Nordenskiöld est un astéroïde de la ceinture principale. Il fut découvert le 19 janvier 1939 à Turku par Yrjö Väisälä. Il présente une orbite caractérisée par un demi-grand axe de 3,18 UA, une excentricité de 0,20 et une inclinaison de 0,8° par rapport à l'écliptique.

## Compléments